# Saturnino de la Fuente García
Saturnino de la Fuente García (Leão, Espanha, 11 de fevereiro de 1909 – Leão, 18 de janeiro de 2022) foi um sapateiro e supercentenario espanhol. Foi reconhecido como homem mais idoso do mundo em 12 de agosto de 2021.

## Biografia
Nasceu na região de Leão, Espanha em 8 de fevereiro de 1909, durante o reinado de Alfonso XIII, ainda que em seu documento de identidade figurava que foi o dia 12. Aos 5 anos contraiu a gripe espanhola, conseguindo sobreviver.

### Família
Casou-se com Antonina Bairro Gutiérrez em 1933 com quem teve oito filhos, um dos quais morreu ainda criança. Em 1936, não combateu na guerra civil espanhola devido a sua estatura (1,50 m), mas participou através de seu dom na sapataria, onde se fabricava calçado para o exército insurgido da Espanha. Em 1937 sobreviveu a um acidente aéreo quando um avião da Legión Cóndor caiu em León. Apaixonado por futebol foi um fundador de um clube em 1927, o CD Ponte Castro.
Foi o primeiro leonés a se vacinar contra a COVID-19. Faleceu em 18 de janeiro de 2022. Teve 14 netos e 22 bisnetos.